# مسجد دستگردان
مسجد دستگردان؛ نام مسجدی تاریخی مربوط به سدهٔ هفتم و هشتم است و در شهرستان عشق‌آباد، روستای دستگردان واقع شده و این اثر در تاریخ ۱۶ اسفند ۱۳۸۴ با شمارهٔ ثبت ۱۴۸۷۴ به‌عنوان یکی از آثار ملی ایران به ثبت رسیده است.